# El hombre de la cámara
El hombre de la cámara (título original: Человек с киноаппаратом, cuya transcripción es Chelovek s kinoapparátom) es una película muda documental ucraniana soviética de 1929, sin trama ni actores, dirigida por Dziga Vértov y montada por su esposa, Yelizaveta Svílova. Fue producida por la Administración Fotocinematográfica Panucraniana (VUFKU).
En raíz de la encuesta de 2012 realizada por la revista Sight & Sound del British Film Institute, críticos de cine elaboraron la lista de las mejores películas de todos los tiempos en la cual la película figura como la octava mejor película. En 2014, Sight & Sound calificó la película como el mejor documental de todos los tiempos. En 2021, por iniciativa del Centro Nacional de Cine Oleksandr Dovzhenko, en base a la encuesta acerca de la historia del cine de Ucrania, fue elaborada la lista de las 100 mejores películas del cine ucraniano en la cual El hombre de la cámara ocupó el tercer lugar.

## La película
La película muestra el día típico de una ciudad soviética (rodada en Kiev, Odesa y Moscú), comenzando con las actividades en el espacio público, paralelas al sector privado. Las escenas que se observan, de ritmo rápido, cubren todo el período de eventos públicos y la realidad laboral del individuo durante un día hasta la noche, cuando la vida "ocupada" se ralentiza y comienza la noche con sus actividades de ocio para la persona promedio. Muchas escenas son desde el punto de vista de un reportero. Además, se destacan los puntos de inflexión de la existencia humana: nacimiento, muerte, matrimonio, divorcio.
Tras el estreno oficial de El hombre de la cámara, Vértov incluyó la siguiente declaración al comienzo de la película:
«La película El hombre de la cámara representa

UNA EXPERIMENTACIÓN EN LA COMUNICACIÓN CINEMÁTICA

De fenómeno visual

SIN EL USO DE INTERTÍTULOS

(Una película sin intertítulos)

SIN LA AYUDA DE UN GUION

(Una película sin guion)

SIN LA AYUDA DEL TEATRO

(Una película sin actores, sin escenarios, etc.)

Este nuevo trabajo de experimentación de Cine-Ojo está dirigido a la creación de un auténtico lenguaje internacional absoluto del cine sobre la base de su completa separación del lenguaje del teatro y la literatura.»
Este manifiesto hacía eco a otro anterior que Vértov había publicado en 1922, en el que desacreditaba las películas populares que, según él, estaban en deuda con la literatura y el teatro.

## Contexto
Para la sociedad soviética, la década de 1920 significó un período de agitación. La Revolución de Febrero y la de Octubre de 1917 habían cambiado fundamentalmente las relaciones de dominación rusas. La caída de la monarquía en la Revolución de Febrero de 1917 y el posterior derrocamiento del Gobierno provisional ruso por los bolcheviques en octubre condujeron a la expropiación de la propiedad privada y la nacionalización de la industria. El marxismo se convirtió en la filosofía fundamental de la toma de decisiones políticas y sociales. En 1922, fue establecida la Unión de Repúblicas Socialistas Soviéticas. 
En estos momentos de agitación social, los cineastas soviéticos eran conscientes de su poder de creación de imágenes. Utilizaron el medio del cine para escenificar la construcción socialista de la sociedad, e incluso consideraron esto como la intención real del film y el cine. Entre otros escritos de Dziga Vértov sobre el cine, constatan constantemente esta intención de una funcionalidad socialista del cine.

## Cine-ojo

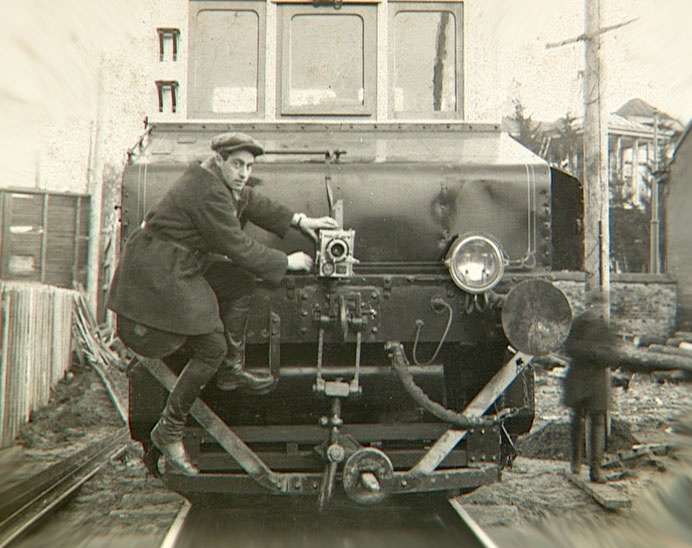
Mijaíl Kaufman montando una cámara arriba de un tren para realizar una filmación.

Los Kinoki (nombre del grupo creado por Vértov y otros aficionados del Cine-Ojo) se veían a sí mismos como una oposición a los "cineastas" y la concepción económica, psicológica y teatralizada de la "cosa del cine". El círculo íntimo de los Kinoki estaba compuesto por el "Consejo de los Tres", Dziga Vértov, su hermano, el director de fotografía Mijaíl Kaufman, y la esposa de Vértov, la editora de películas Yelizaveta Svílova. La película debía separarse de los dispositivos estilísticos clásicos como la literatura o el escenario y así desarrollar un lenguaje cinematográfico independiente. La vida real y la grabación inesperada, ni planificada ni escenificada, fue el escenario de los Kinoki. En el manifiesto publicado en 1934 "Kino-Pravda" (Кино-Правда o Cine-Verdad), Vértov escribe:

"No cine-ojo por el bien de cine-ojo, sino la verdad con los medios de cine-ojo, eso es Cine-Verdad. No es la admisión inesperada por el bien de la admisión inesperada, sino para mostrar a las personas sin una máscara, sin maquillaje, para agarrarlos con los ojos del aparato en el momento que no fingen. Para leer tus pensamientos expuestos por el cristal del cine ".
Dziga Vértov

Al mismo tiempo, sin embargo, Vértov asumió que las imágenes "sin barnizar" podrían ensamblarse en un ideal que influiría en la sociedad en su forma de vida. En Kinoki, el dice:

"Soy un cine-ojo, creo una persona que es más perfecta que Adam, creo miles de personas diferentes de acuerdo con diferentes planes y esquemas previamente diseñados. [...] De uno tomo las manos más fuertes y más hábiles, de otro, las piernas más delgadas y rápidas, de un tercio la cabeza más bella y expresiva, y a través del ensamblaje crean un hombre nuevo y perfecto ".
Dziga Vértov

Este principio se puede encontrar en El hombre con la cámara. Al condensar las imágenes de tres ciudades, Kiev, Odesa y Moscú, en una ciudad ideal, se acerca a la utopía. El despertar de esta ciudad ideal es equivalente al despertar de la revolución socialista.

## Aspectos estilísticos y técnica

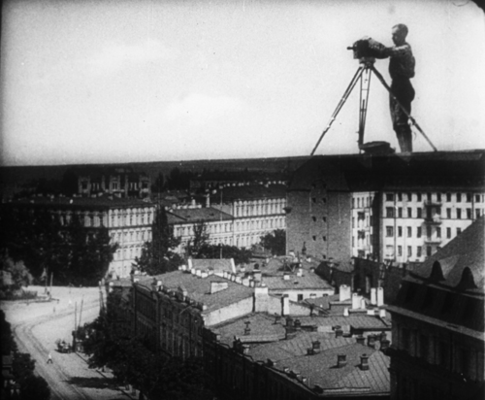
Fotograma de la película que utiliza el efecto de pantalla dividida.

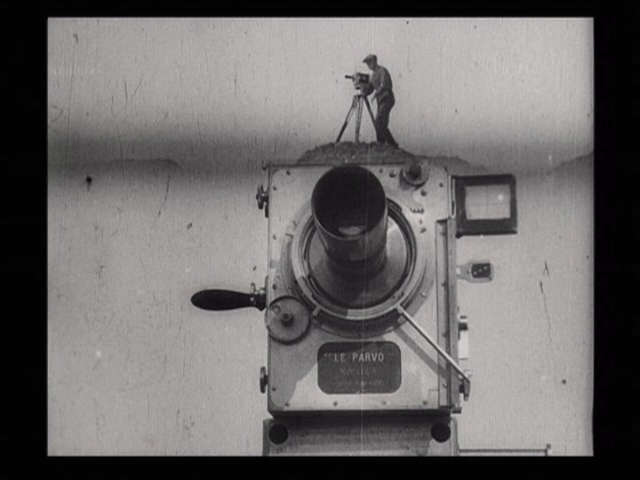
La cámara de cine de 35 mm empleada en la filmación es de la marca francesa Debrie Parvo.

Trabajando dentro de una ideología marxista, Vértov se esforzó por crear una ciudad futurista que sirviera como comentario sobre los ideales existentes en el mundo soviético. El propósito de esta ciudad artificial era despertar al ciudadano soviético a través de la verdad y, en última instancia, lograr comprensión y acción. La estética del Cine-Ojo brilló en su interpretación de la electrificación, la industrialización y los logros de los trabajadores a través del trabajo duro. Esto también podría verse como el temprano modernismo en el cine. 
Algunos han declarado erróneamente que muchas ideas visuales, como la edición rápida, los primeros planos de la maquinaria, los escaparates de las tiendas, incluso las tomas de un teclado de una máquina de escribir, están tomadas de la obra Berlín, sinfonía de una ciudad (1927) de Walter Ruttmann, que precede a El hombre de la cámara por dos años, pero como Vértov escribió a la prensa alemana en 1929, estas técnicas e imágenes habían sido desarrolladas y empleadas por él en sus noticiarios y documentales de Cine-ojo durante los últimos diez años, lo cual es anterior a Berlín. Los pioneros conceptos cinematográficos de Vértov en realidad inspiraron otras películas abstractas de Ruttmann y otras personas, incluido el escritor, traductor, cineasta y crítico Liu Na'ou (1905-1940), cuyo The Man Who Has a Camera (1933) rinde homenaje explícito a El hombre de la cámara de Vértov.
Muchas técnicas cinematográficas fueron utilizadas para hacer la película, incluyendo exposición doble, cámara rápida, cámara lenta, fotogramas congelados, cortes de salto, pantallas divididas, ángulos holandeses, primeros planos, travelling, metraje reproducido al revés, stop motion e imágenes auto-reflexivas. Las secuencias y los primeros planos capturan cualidades emocionales, que no se pueden retratar completamente mediante el uso de palabras. La falta de "actores" y "sets" de la película genera en una visión única del mundo cotidiano; una que, según una tarjeta de título, se dirige hacia la creación de un nuevo lenguaje cinematográfico que está "separado del lenguaje del teatro y la literatura". 

## Recepción

### Inicial
El hombre de la cámara no siempre ha sido recibido de una manera positiva. Los contemporáneos soviéticos criticaron su prioridad por la utilización de las formas en lugar del contenido, incluso Serguéi Eisenstein se burló de la película como un "vandalismo de cámara sin sentido". El trabajo también fue desestimado en Occidente. El documentalista Paul Rotha dijo que en Gran Bretaña, Vértov era "considerado realmente como una broma, ya sabes. Todo este recorte, y una cámara fotografiando a otra cámara – todo era un engaño, y no lo tomamos en serio". El ritmo de edición de la película – más de cuatro veces más rápido que una película típica de 1929, con aproximadamente 1.775 tomas distintas – también perturbó a los espectadores, incluido el crítico Mordaunt Hall del New York Times.

### Revalorización

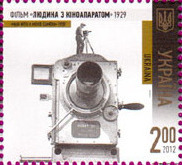
Sello postal de Ucrania, 2012.

El hombre de la cámara es considerada por muchos como una de las mejores películas jamás hechas ocupando el primer puesto en el apartado de cine documental. Asimismo ocupa el octavo puesto en la encuesta de Sight & Sound en 2012 en la categoría de mejor película. En 2009, Roger Ebert escribió: "Hizo explícito y poético el asombroso regalo que el cine hizo posible, de organizar lo que vemos, ordenarlo, imponer un ritmo y un lenguaje, y hacerlo trascender."